# Proskauer Schloss

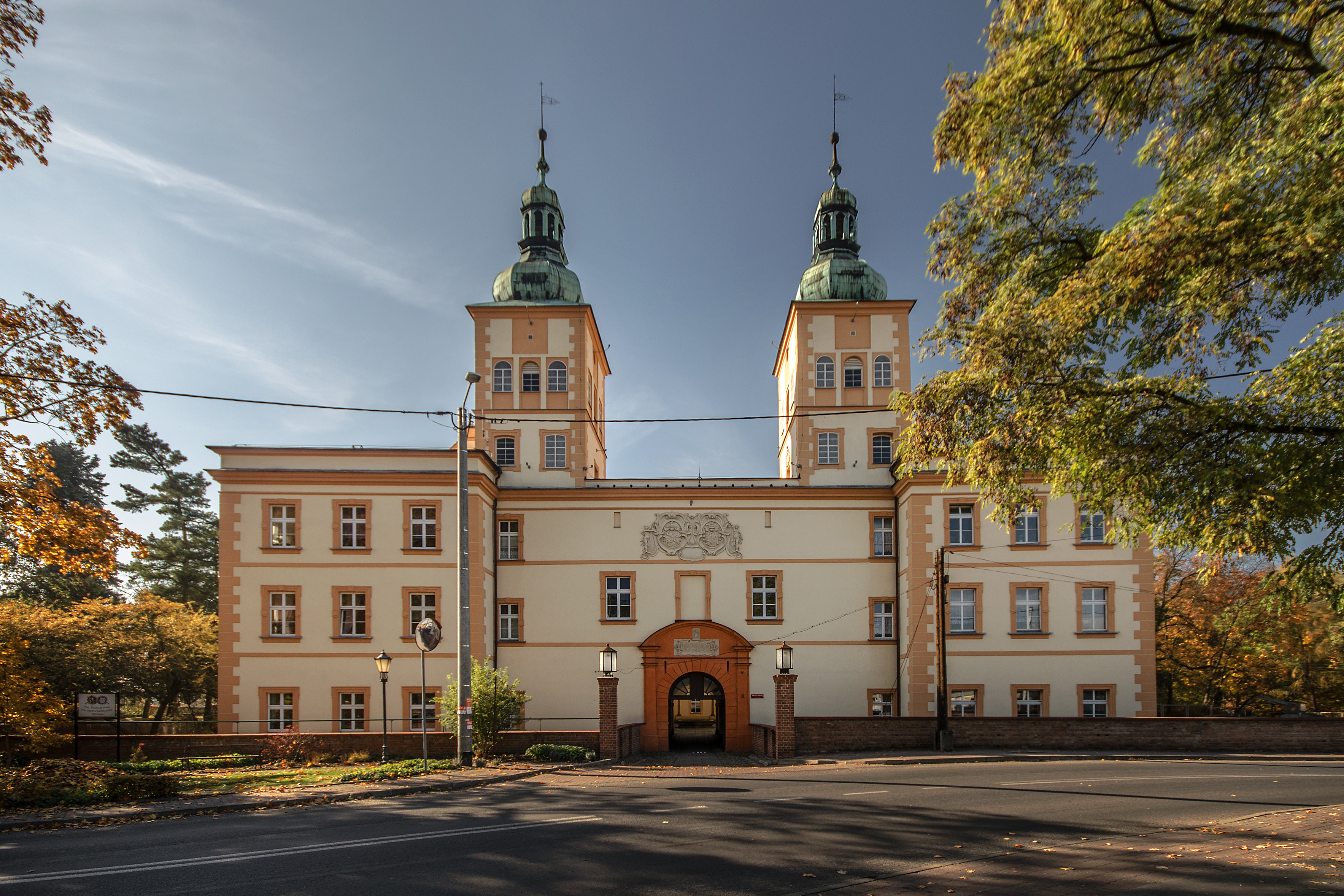
Das Proskauer Schloss

Das Proskauer Schloss ist ein barockes Schloss in der schlesischen Gemeinde Proskau im Powiat Opolski in der Woiwodschaft Opole in Polen. Es ist das Wahrzeichen des Ortes und liegt südlich des Proskauer Rings an der Ulica Zamkowa (= Schlossstraße).

## Geschichte

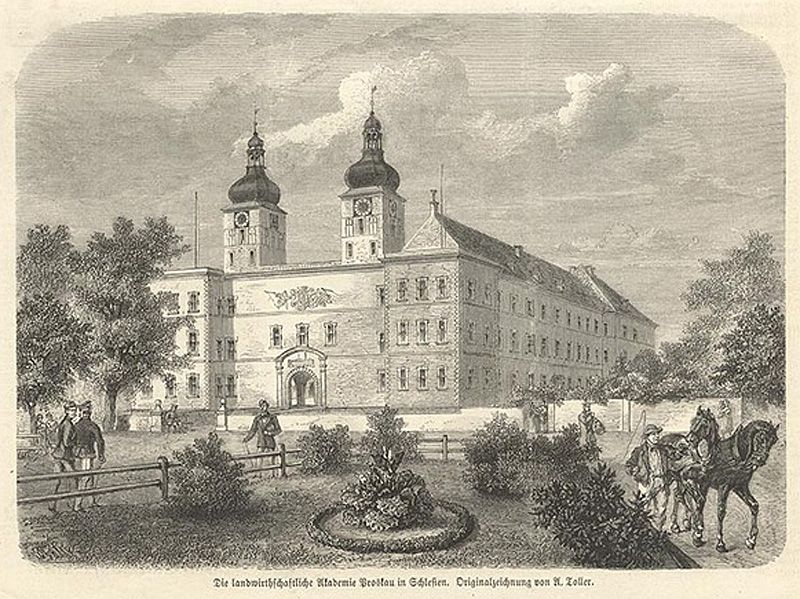
Proskauer Schloss um 1860

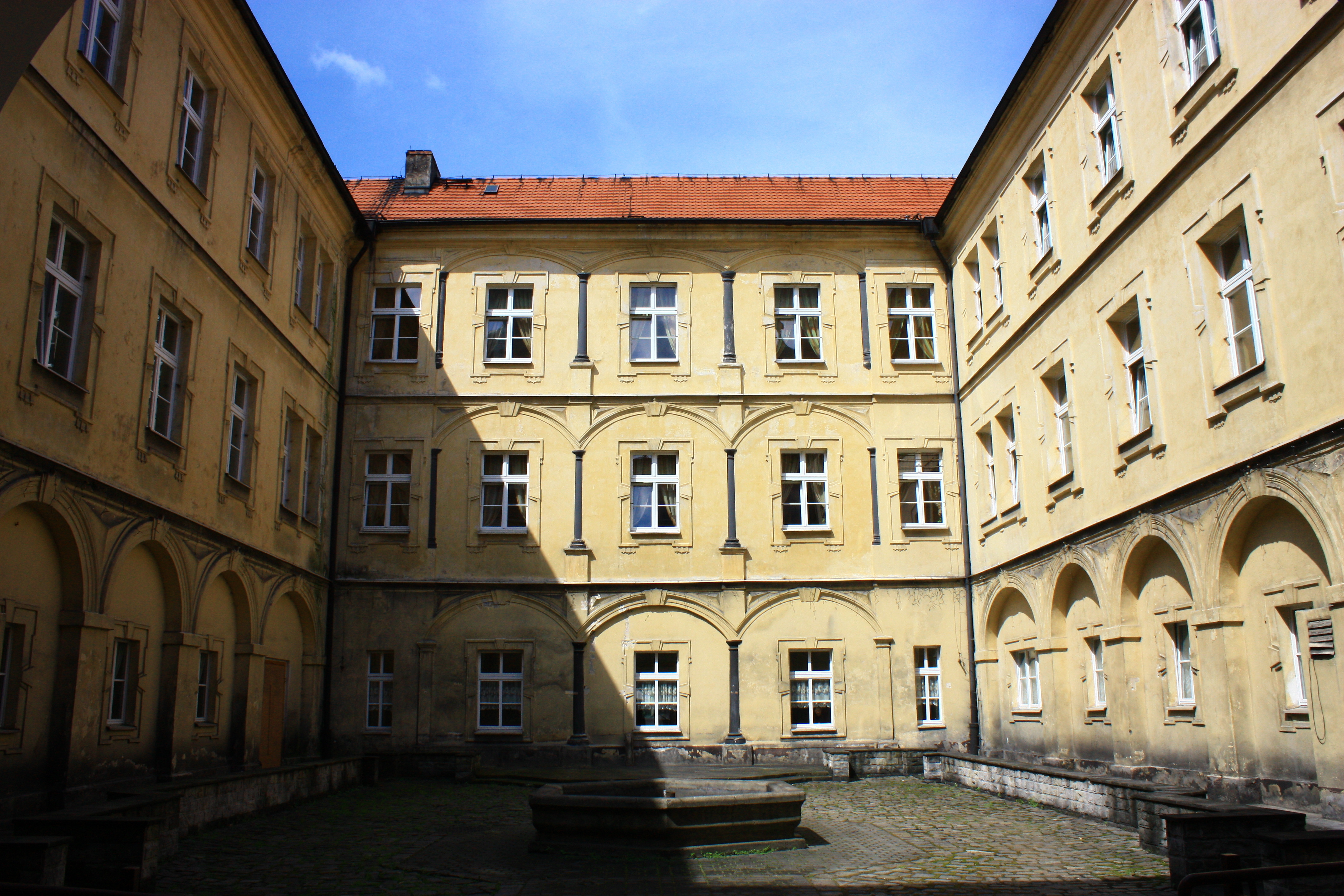
Blick in den Innenhof

Das Schloss Proskau wurde an der Stelle einer Burg 1563 für Graf Georg Proskowski von Proskau im Stil der Renaissance errichtet. Im Dreißigjährigen Krieg wurde es 1644 von den Schweden in Brand gesteckt. 1677–1683 wurde es unter der Leitung des italienischen Baumeisters Giovanni Seregno im Stil des Barocks umgebaut. Aus dieser Zeit stammen die beiden noch heute stehenden Türme an der Vorderfront.
Bis 1769 war das Schloss im Besitz des Geschlechtes Proskowski von Proskau. Nach dem Tod des Grafen Leopold Proskowski von Proskau gelangte das Schloss 1769 an das Adelsgeschlecht Dietrichstein und 1783 in den Besitz des preußischen Königs Friedrich II.
Zwischen 1845 und 1847 wurde das Innere des Schlosses für den Betrieb der Proskauer landwirtschaftlichen Akademie umgestaltet. Nach deren Verlegung nach Berlin 1881 diente es bis 1923 als landwirtschaftliche Lehranstalt, ab 1930 als Krankenhaus für geistig Behinderte.
Heute befindet sich im Schloss ein Altersheim. 2011 wurde es grundlegend saniert.